# Jill Savery
Jill Savery (* 2. Mai 1972 in Fort Lauderdale, Florida) ist eine ehemalige US-amerikanische Synchronschwimmerin.

## Erfolge
Jill Savery gewann ihre erste internationale Medaille im Mannschaftswettbewerb der Weltmeisterschaften 1991 in Perth, als sie sich mit der Mannschaft die Goldmedaille sicherte. Im selben Jahr gewann sie in Bonn mit der Mannschaft auch Gold beim Weltcup. Diesen Erfolg wiederholte sie 1993 beim Weltcup in Lausanne und wurde bei den Weltmeisterschaften 1994 in Rom mit der US-amerikanischen Équipe ein weiteres Mal Weltmeisterin. Eine weitere Goldmedaille gewann Savery mit der US-amerikanischen Synchronmannschaft bei den Panamerikanischen Spielen 1995 in Mar del Plata. Sie verwiesen dabei Kanada auf Rang zwei und Mexiko auf Rang drei. In Atlanta gewann Savery mit der Mannschaft 1995 außerdem ein drittes Mal Gold beim Weltcup. Bei den Olympischen Spielen 1996 in Atlanta gehörte Savery ebenfalls zum Aufgebot der Vereinigten Staaten im Mannschaftswettbewerb. Zusammen mit Tammy Cleland, Becky Dyroen-Lancer, Emily LeSueur, Heather Pease, Margot Thien, Nathalie Schneyder, Heather Simmons-Carrasco, Jill Sudduth und Suzannah Bianco gelang ihr mit 99,720 Punkten das beste Ergebnis des Wettkampfs, womit die US-Amerikanerinnen Olympiasiegerinnen wurden. Sie erhielten vor den Kanadierinnen, die mit 98,367 Punkten Silber gewannen, und vor den mit 97,753 Punkten drittplatzierten Japanerinnen die Goldmedaille. Die Spiele waren ihr letzter internationaler Wettkampf. 2008 wurde sie in die International Swimming Hall of Fame aufgenommen.
Savery schloss zunächst 1995 ein Studium an der University of California, Berkeley ab und anschließend ein Masterstudium in Umweltmanagement an der Yale University. Sie begann daraufhin als Beraterin für Nachhaltigkeit zu arbeiten. Dabei beriet sie sowohl die Veranstalter des America’s Cup 2013 als auch der Olympischen Spiele 2012. Darüber hinaus lehrte sie an der University of Nevada, Reno in einem MBA-Studiengang im Fach unternehmerische Gesellschaftsverantwortung. In der Filmkomödie Austin Powers – Spion in geheimer Missionarsstellung hatte Savery unter anderem mit Margot Thien einen Kurzauftritt als Synchronschwimmerin.